# Ditrichanthus
Ditrichanthus é um género de plantas com flores pertencentes à família Rubiaceae.
A sua distribuição nativa é do sudeste da Nicarágua ao Equador.
Espécies:
- Ditrichanthus seemannii (Standl. ) Borhidi, E.Martínez & Ramos